# كينيث جيبسون
كينيث جيبسون (11 مايو 1888 في المملكة المتحدة - 14 مايو 1967 في المملكة المتحدة) (بالإنجليزية: Kenneth Gibson)‏ هو لاعب كريكت بريطاني (وحمل سابقاً جنسية المملكة المتحدة لبريطانيا العظمى وأيرلندا). لعب مع نادي مقاطعة ساسكس للكريكت ‏.

## وصلات خارجية
- كينيث جيبسون على موقع إي آس بي آن كريك إنفو (الإنجليزية)